# Don J. Wright
Pour les articles homonymes, voir Wright.
Donald John Wright, dit Don J. Wright, est un médecin et homme politique américain. Il est brièvement secrétaire à la Santé et aux Services sociaux des États-Unis par intérim en 2017 sous la présidence de Donald Trump, avant de devenir ambassadeur des États-Unis en Tanzanie en 2020.

## Biographie

### Carrière privée
Médecin originaire du Texas, Don J. Wright s'installe en Virginie lorsqu'il commence à travailler pour le département de la Santé et des Services sociaux des États-Unis à Washington, D.C.

### Première présidence de Donald Trump
Occupant divers postes dans la haute fonction publique, il assure brièvement l'intérim en tant que secrétaire à la Santé et aux Services sociaux en 2017, à la suite de la démission de Tom Price, avant la prise de relève d'Eric Hargan. Le 30 septembre 2019, le président Donald Trump annonce proposer sa nomination pour diriger l'ambassade des États-Unis en Tanzanie, notamment en raison de son passé humanitaire dans le pays, ce que le Sénat confirme le 11 février 2020. Wright présente ses lettres de créance au président John Magufuli le 2 août suivant.